# Seenland (Zeitschrift)
Seenland ist ein jährlich erscheinendes, deutschsprachiges Reisemagazin, das sich mit Themen rund um den Wassertourismus in Mecklenburg-Vorpommern, Brandenburg und Berlin beschäftigt. Herausgeber ist der auf Bootsreisen spezialisierte Verlag SD Media Services mit Sitz in Berlin. Die Erstausgabe wurde im Jahr 1999 veröffentlicht. Anfangs erschien das Magazin vierteljährlich, später dann jährlich.

## Themen
Die thematischen Schwerpunkte sind:
- Tourberichte für Hausboot, Motoryacht und Kanu
- Bootsreviere
- Nachrichten aus der Branche

## Verbreitung und Reichweite
Neben Deutschland ist Seenland auch in Österreich und in der Schweiz im Buch- und Zeitschriftenhandel erhältlich. Bis 2011 war das Magazin Mitglied der IVW und meldete eine verbreitete Auflage von  39.989 Exemplaren.

## Titel
Der Titel der Zeitschrift ist Seenland. Folgende Beititel hatte das Magazin:
- bis 2003 Seenland: das Magazin der Mecklenburgischen Seenplatte
- bis 2006 Seenland: das Magazin der Mecklenburgischen Seenplatte und Nord-Brandenburgs
- bis 2007 Seenland: das Magazin der Mecklenburgischen Seenplatte und Brandenburgs
- bis 2013 Seenland: das Reisemagazin für Urlaub am Wasser. Seenplatte
- ab 2014 Seenland: Urlaub am Wasser in Mecklenburg und Brandenburg